# فارس آل شويل
فارس أحمد جمعان آل شويل الزهراني أو الملقب بـ أبو جندل الأزدي. كان من أبرز المناصرين والمنظّرين لتنظيم القاعدة في السعودية. اشتهر بإصدار صوتيات وكتب تدعم عقيدة التنظيم، كانت تصدر باسمه المُستعار "أبو جندل الأزدي". ثم سرعان ما كشف عن اسمه الصريح وبدأ يوقع به إصداراته. كثر ظهوره بعد مقتل زعيم التنظيم في السعودية عبد العزيز المقرن في يونيو 2004. نشر فارس الزهراني مقطعًا صوتيًّا يُعلن فيها براءته من الجنسية السعودية، بحجة أن آل سعود كفار مرتدون لعدة أسباب ذكرها في التسجيل. اُعتقل في مطلع أغسطس عام 2004، وظل في سجن الحائر حتى إعلان السلطات السعودية إعدامه في 2 يناير عام 2016.

## حياته
وُلد الزهراني جنوب السعودية بقرية اسمها الجوفاء عام 1977. درس المرحلة الابتدائية في القرية ذاتها وانتقل إلى قرية العفوص ليكمل المرحلة الثانوية عام 1996. حصل فارس على درجة البكالوريوس والماجستير من كلية الشريعة بجامعة الإمام محمد بن سعود الإسلامية، بدأ بالتحضير لإكمال شهادة الدكتوراه ولكنه لم يكمل مسيرته التعليمية. تزوج الزهراني عام 1999 ولديه طفلان (خديجة وسلمان).
عُرف عن الزهراني عدم مشاركته في أي حرب سابقة للمجاهدين سواء في أفغانستان أو البوسنة أو الشيشان، رغم أنه سافر إلى أفغانستان بيد أنه قُبض عليه في الحدود الجنوبية قبل دخولها. تم إدراج اسمه ليكون المطلوب الثاني عشر من ضمن قائمة نشرتها وزارة الداخلية السعودية عام 2003، تضمنت 26 مطلوباً بتهم تتعلق بالإرهاب.

## تخطيطه لتفجير حفل غنائي
بحسب خبر تم نشره في موقع قناة العربية عن مصدر أمني سعودي؛ فإن مُنَظّر القاعدة في السعودية فارس آل شويل الزهراني كان قد وضع مخططا لتفجير مسرح طلال مداح في الليلة التي كان مقررا أن يغني فيها الفنان السعودي محمد عبده ضمن فعاليات مهرجان أبها الغنائي. حيث أن الأجهزة الأمنية السعودية رصدت الزهراني منذ أن تحرك من مكة المكرمة إلى أن وصل إلى مدينة أبها أين قام بإخفاء المتفجرات والأسلحة التي أخفاها تحت أحد الجسور بالقرب من مقر «شركة أعمال الطرق» على بعد 20 كيلومتراً إلى الشمال من أبها وتوجه بعدها إلى المدينة حيث أُلقيَ القبض عليه في حديقة أبو خيال العامة وكان في يده كيس بداخله قنبلة.

## المحاكمة
حكم عليه بالإعدام في أبريل عام 2014، مع 15 آخرين، تم القبض عليه في أغسطس/آب 2004، في جبال أبو خيال قرب مسرح المفتاحة (حاليًّا اسمه مسرح طلال مداح) في مدينة أبها جنوب السعودية. وهو ما مثل وقتها ضربة لتنظيم القاعدة في السعودية. واتهم بحمل القنابل والسلاح بقصد قتل رجال الأمن، لتكفيره الدولة. وأدانته المحكمة «باعتناقه منهج الخوارج في التكفير واستباحة دماء المسلمين والمعاهدين والمستأمنين داخل البلاد وخارجها، وانتمائه لمنهج تنظيم القاعدة وقيامه بالدعوة إلى ذلك المنهج والدفاع عنه والتنظير له، وتمجيد قياداته وأعمالهم الإرهابية، ونشر مذهبه في الخروج المسلح والتكفير، واستباحة الدماء المعصومة». ذكرت وكالة الأنباء السعودية أن الحكومة بذلت جهوداً لتصحيح أفكار الزهراني، لكنه تحدى سلطة الدولة أثناء محاكمته، وجادل بأن قتل رجال الأمن أمر مبرر طبقاً لعقيدته التي ترى ردّتهم. في جلسات محاكمته أشاد بتفجير العليا 1995 وتفجير أبراج الخبر عام 1996، وتفجيرات شرق الرياض، ووصفها بأنها من جهاد في سبيل الله.[بحاجة لمصدر]

## إعدامه
أعدمته السلطات السعودية السبت 22 ربيع الأول 1437 هـ الموافق 2 يناير 2016، مع 46 شخصاً آخرين مدانين بـ الإرهاب في عمليات بالأراضي السعودية بين عام 2003 وعام 2006، منهم أربعة قُتلوا بحد الحرابة "أي محاربة الدولة" والباقي قُتلوا بحد التعزير.

## مقاطعه الصوتية
- الرد على الدعاوى الكاذبة لسفر الحوالي.
- بيان حول الجنسية (جنسية آل سعود تحت قدمي).
- طلب مناظرة مع سفر الحوالي.
- نصيحة إلى العساكر.
- نونية ابن القيم في وصف الجنة.
- يا أهل الجنوب.

## مؤلفاته
- قصصٌ تاريخية للمطلوبين (هديةٌ للـ 26).
- أسامة مجدد الزمان.
- الله أكبر خربت أمريكا.
- الآيات والأحاديث الغزيرة على كفر قوات درع الجزيرة.
- نصوص الفقهاء حول أحكام الإغارة والتترس.
- فبايعهم على الموت.
- سلسلة العلاقات الدولية في الإسلام (3 أجزاء).
- جنسية آل سعود تحت قدمي.
- الباحث عن حكم قتل أفراد وضباط المباحث.
- الجواب المسدد لمن بدل دين محمد ﷺ (عائلة آل سعود الضالة، خيانة شرع، وخداع شعب، وإذلال أمة).
- برامج ما نريكم إلا ما يرى آل سعود.
- نصيحة إلى العسكر.
- الألوية والرايات.
- وجوب استنقاذ المستضعفين.
- مشاعر أسير تجاه أولاده.
- إلى بنتي خديجة وابني سلمان.
- ماذا تفعل تجاه الأسرى؟.
- طلب مناظرة مع سفر الحوالي ومحسن العواجي.
- مناظرة.. بين السيف والقلم.

### حوارات ولقاءات
- حوار مع الشيخ أبي جندل الأزدي (موقع منبر التوحيد والجهاد).
- لقاء مع مجاهد "أبي جندل الأزدي" (مجلة صوت الجهاد).